# Asturien
Asturien (spanska Asturias, asturiska Asturies) är en provins och en autonom region i norra Spanien vid Biscayabukten.
Den autonoma regionen gränsar i öst till Kantabrien, i söder till Kastilien-Leon, i väst till Galicien och i norr till Biscayabukten. Asturien kallades under Francotiden "Provinsen Oviedo" men fick tillbaka sitt ursprungliga namn med demokratin.
Viktiga städer i Asturien är förutom huvudorten Oviedo hamnstaden Gijón, Asturiens största stad, och industristaden Avilés. Bland de mindre städerna kan nämnas Cangas de Onís, Cangas del Narcea, Grado, Langreo, Mieres, Villaviciosa och Llanes.

## Historia

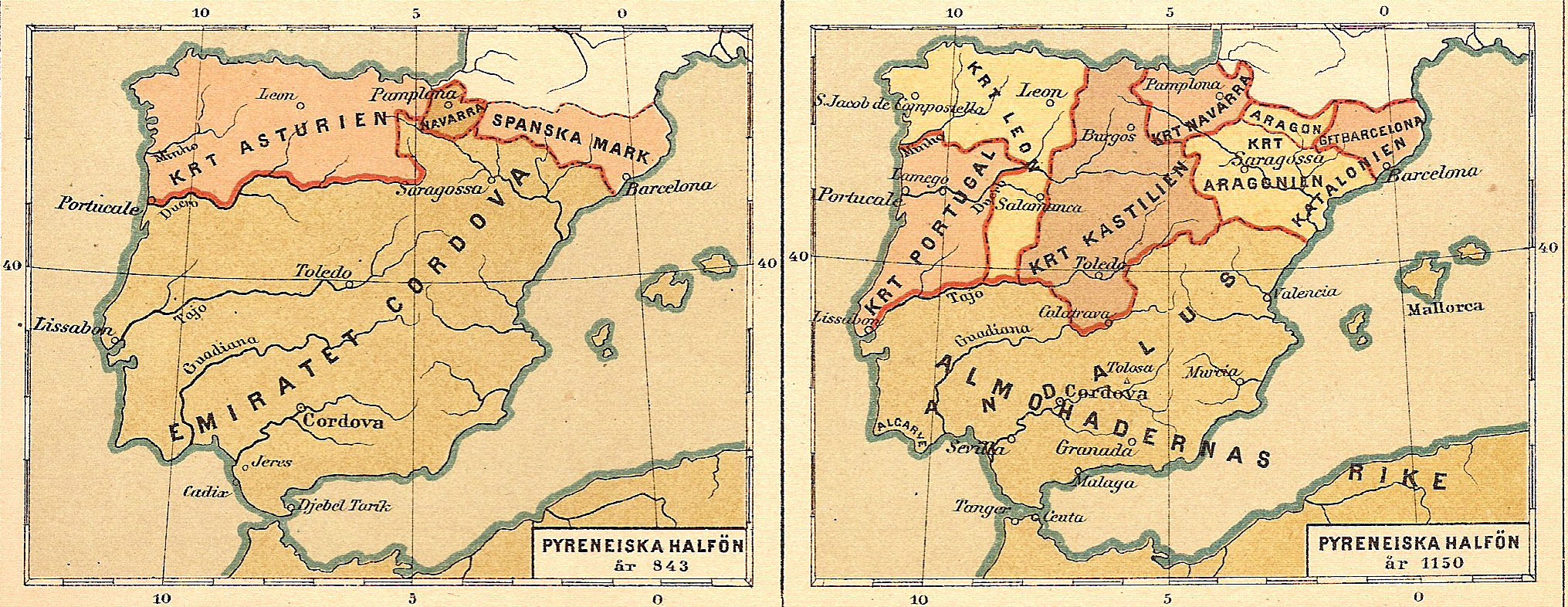
Historisk karta över Iberiska halvön och kungadömet Asturien 843 e.Kr. och 1150 e.Kr.

På grund av sitt läge och sin topografi var territorierna längs Spaniens norra kust aldrig en del av det muslimska Spanien. Istället var de kärnan i den lilla kristna enklaven Kungariket Asturien, som var en del av visigoternas kungadöme. Av den anledningen får sedan 1300-talet Spaniens tronarvinge titeln prins av Asturien alternativt prinsessa av Asturien. Spaniens nuvarande kronprinsessa (2015) är Leonor de Borbon, princesa de Asturias.
Efter att Asturiens kungadöme hade fasats ut, hade detta historiska område en marginell betydelse, även om det bidrog till det spanska hovet med högt ansedda aristokrater och spelade en viktig roll vid koloniseringen av Amerika.
Under 1700-talet var Asturien en av de centrala platserna för den spanska upplysningen. Den berömde tänkaren Benito de Feijoo bodde i Benedektinklostret San Vicente i Oviedo. Gaspar Melchor de Jovellanos, ett universalgeni, framstående reformatör och politiker i slutet av 1700-talet, föddes i kuststaden Gijón.
Den industriella revolutionen kom till Asturien med upptäckten och exploateringen av kol- och järntillgångar. Vid samma tid skedde en betydande utflyttning till Amerika och de som lyckades med sina sjöresor återvände ofta till sitt hemland betydligt rikare. Dessa entreprenörer kallades för Indianos, eftersom de hade besökt och skapat sig en förmögenhet i och bortom Västindien. Arvet efter dessa välmående familjer kan fortfarande ses i Asturien genom de många stora modernistahusen som finns utspridda över hela regionen, liksom kulturella institutioner som friskolor och offentliga bibliotek.
Liksom övriga Spanien, spelade även Asturien en roll i de händelser som ledde till det spanska inbördeskriget, som regionen var en del i. 1934 kämpade den vänsterinriktade arbetarrörelsen mot högerregeringen under den andra spanska republiken i den så kallade Asturienrevolutionen. Trupper under ledning av Francisco Franco hämtades från nordafrikanska kolonier för att slå tillbaka mot rebellerna varefter ett våldsamt förtryck följde. Som ett resultat förblev Asturien lojalt mot den demokratiska republikanska regeringen under kriget och det blev platsen för ett unikt försvar i extremt svår terräng i slaget vid El Mazuco. Efter att Franco slutligen hade tagit kontroll över hela Spanien kallades Asturien för Oviedoprovinsen, mellan 1936 och fram till Francos död 1975. Provinsens återfick sitt namn när demokratin återinfördes 1977.
1982 blev Asturien en autonom region inom den decentraliserade territoriella strukturen som infördes i och med spanska konstitutionen 1978. Asturiens regionala regering har hög kompetens inom vård, utbildning och miljöskydd. 

### Lista över Asturias presidenter
| Nº | Namn                                 | Installation | Avgång    | Parti         | Övrigt                                   |
| -- | ------------------------------------ | ------------ | --------- | ------------- | ---------------------------------------- |
| 1. | Rafael Fernández Álvarez             | (1978) 1982  | 1983      | FSA-PSOE      |                                          |
| 2. | Pedro de Silva Cienfuegos-Jovellanos | 1983         | 1991      | FSA-PSOE      |                                          |
| 3. | Juan Luis Rodríguez-Vigil            | 1991         | 1993      | FSA-PSOE      | Avgick på grund av Petromocho-skandalen. |
| 4. | Antonio Trevín Lombán                | 1993         | 1995      | FSA-PSOE      |                                          |
| 5. | Sergio Marqués Fernández             | 1995         | 1999      | PP/URAS       |                                          |
| 6. | Vicente Álvarez Areces               | 1999         | 2011      | FSA-PSOE      |                                          |
| 7. | Francisco Álvarez Cascos             | 2011         | Nuvarande | Foro Asturias |                                          |

## Geografi och klimat

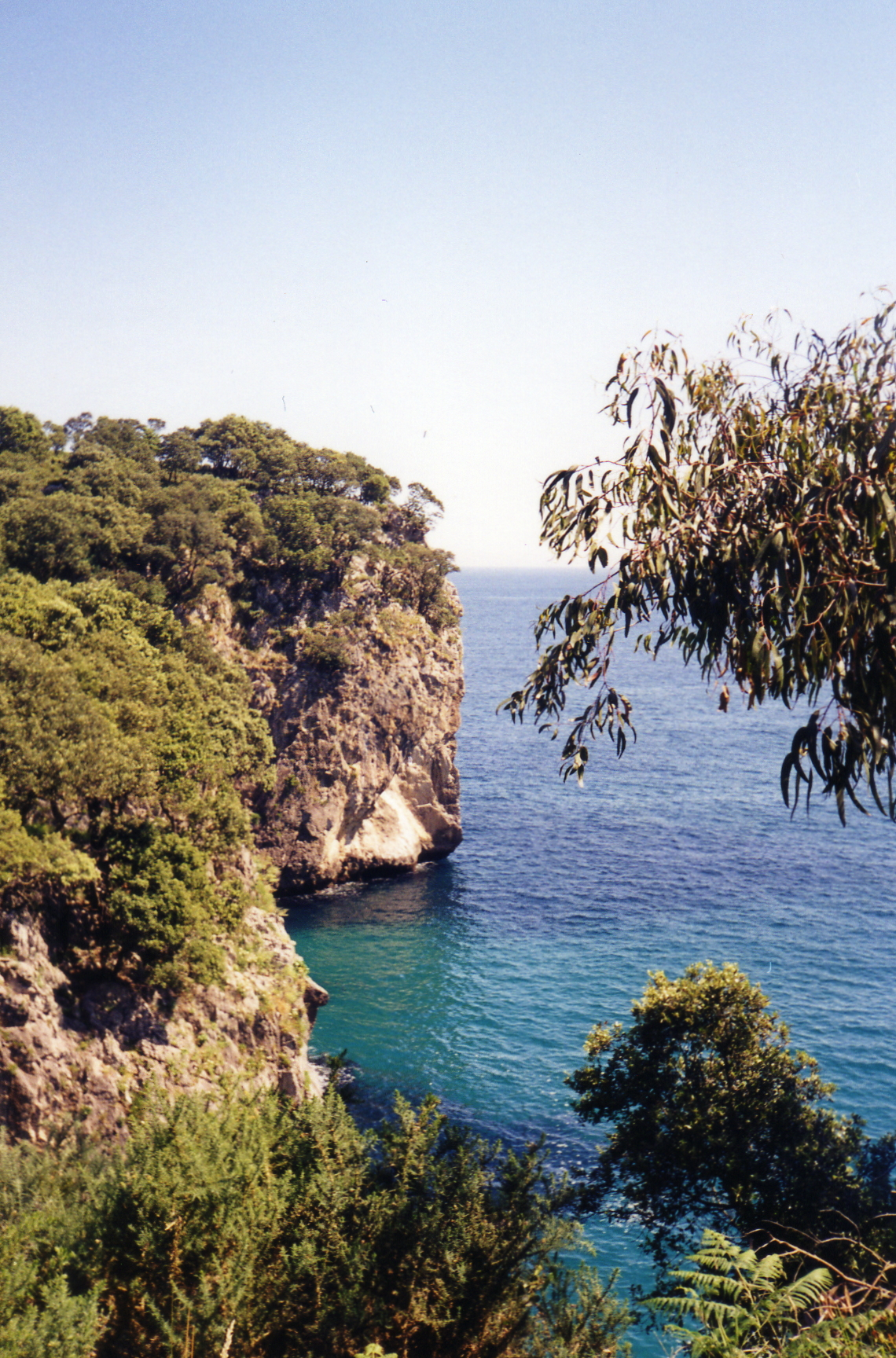
Branta kustklippor.

Det mest kännetecknande för den asturiska geografin är den klippiga kusten och dess bergiga topografi. Cantabriabergen (Cordillera Cantábrica) utgör Asturiens naturliga gräns med provinsen León i söder. Nationalparken Picos de Europa bildar det östra området med de högsta och mest spektakulära bergen som når 2 648 meter över havet på Torrecerredotoppen. Andra intressanta platser i området är Parque Natural de Redes i öster, Ubiñas söder om Oviedo och Parque Natural de Somiedo i väster. I Cantabriabergen finns möjligheter till bland annat bergsklättring, skidåkning, vandring och grottforskning. Bergen sträcker sig 20 mil mellan Galicien och Kantabrien i öster.
Den asturiska kustlinjen är stor med hundratals stränder, vikar och laguner. Bland dessa finns Playa del Silencio nära fiskarstaden Cudillero, väster om Gijón, samt de många stränder som omger semesterorten Llanes. De flesta av Asturiens stränder omges av branta klippor på vilka det ofta vistas boskap.
Asturiens klimat är liksom övriga nordvästra Spanien mer varierande än södra delen av landet. Somrarna är i allmänhet varma med hög luftfuktighet och oftast soliga. Vintrarna är relativt milda med både regn och sol, men det kan förekomma en del köldknäppar. Kylan finns framför allt i bergen där det finns snö mellan november och maj. Den årliga nederbörden uppgår till över 900 millimeter. Den är lägst vid kusten (Gijón, 971 mm) och ökar längre in i landet. Den högsta nederbörden finns i Picos de Europa (Amieva, 1800 mm).

## Ekonomi
Under många århundraden var huvudnäringarna i den asturiska ekonomin kolgruvor, stålproduktion och fiske. Produktion av mjölkprodukter har alltid varit stark med export från Central Lechera Asturiana till hela Spanien. Den största regionala industrin är stål och under Francos tid var det en av de största i världen. Det då statligt ägda företaget Ensidesa är numera en del av den privata Arcelorgruppen. Industrin skapade många arbetstillfällen vilket resulterade i en inflyttning från andra spanska regioner, framför allt Extremadura, Andalusien och Kastilien-Leon.
Stål- och gruvindustrin är 2006 inne i en nedgång, på grund av konkurrens från Östeuropa, högt kostnadsläge och en allmän nedgång i den globala efterfrågan.
Den regionala ekonomiska tillväxten ligger under den totala spanska nivån, även om tjänstesektorn under de senaste åren har minskat den höga arbetslösheten. Stora köpcenter har öppnat i närheten av regionens största städer Gijón och Oviedo och den spanska tillverkningsindustrin i regionen blomstrar. 
Asturien har sedan 1986 fått EU-bidrag till investeringar i infrastruktur.

## Transporter
Asturiens flygplats, Aeropuerto de Asturias (OVD), ligger 40 kilometer från Oviedo, nära den nordvästra kusten och industristaden Avilés. Ett brittiskbaserat flygbolag, Easyjet, startade med dagliga flygningar till flygplatsen i mars 2005. Våren 2019 listades sju flygbolag som aktiva på flygplatsen, däribland  Iberia, som trafikerar med direktflyg till flera spanska städer. Vueling har direktflyg till London. Östra Asturien nås från Santander tack vare dagliga turer till Kantabriens flygplats av det irländska flygbolaget Ryanair. Ett nytt flygbolag, Air Asturias, inledde sin verksamhet i november 2006, men upphörde med sina flygningar redan i februari 2007.

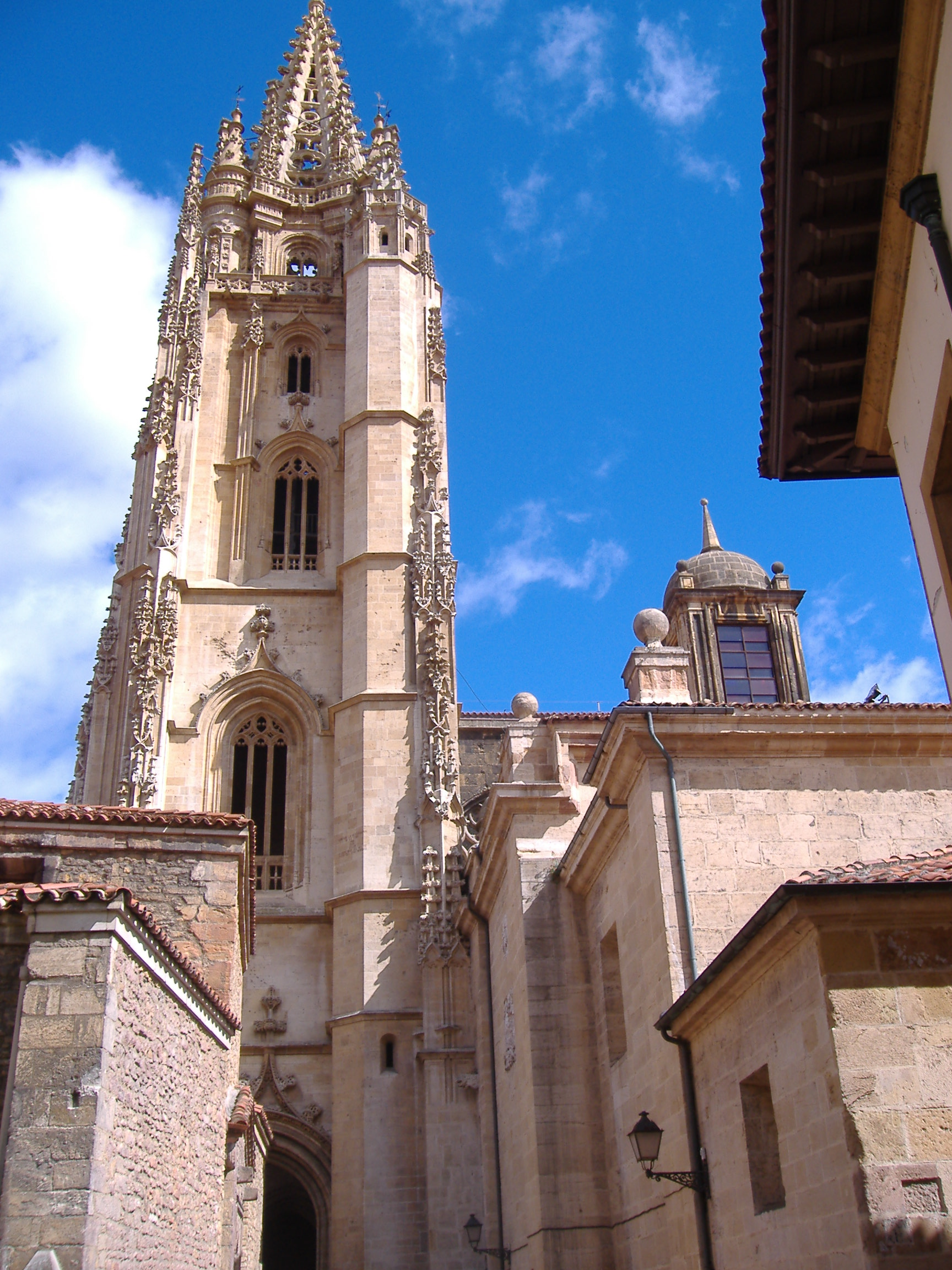
Oviedokatedralen

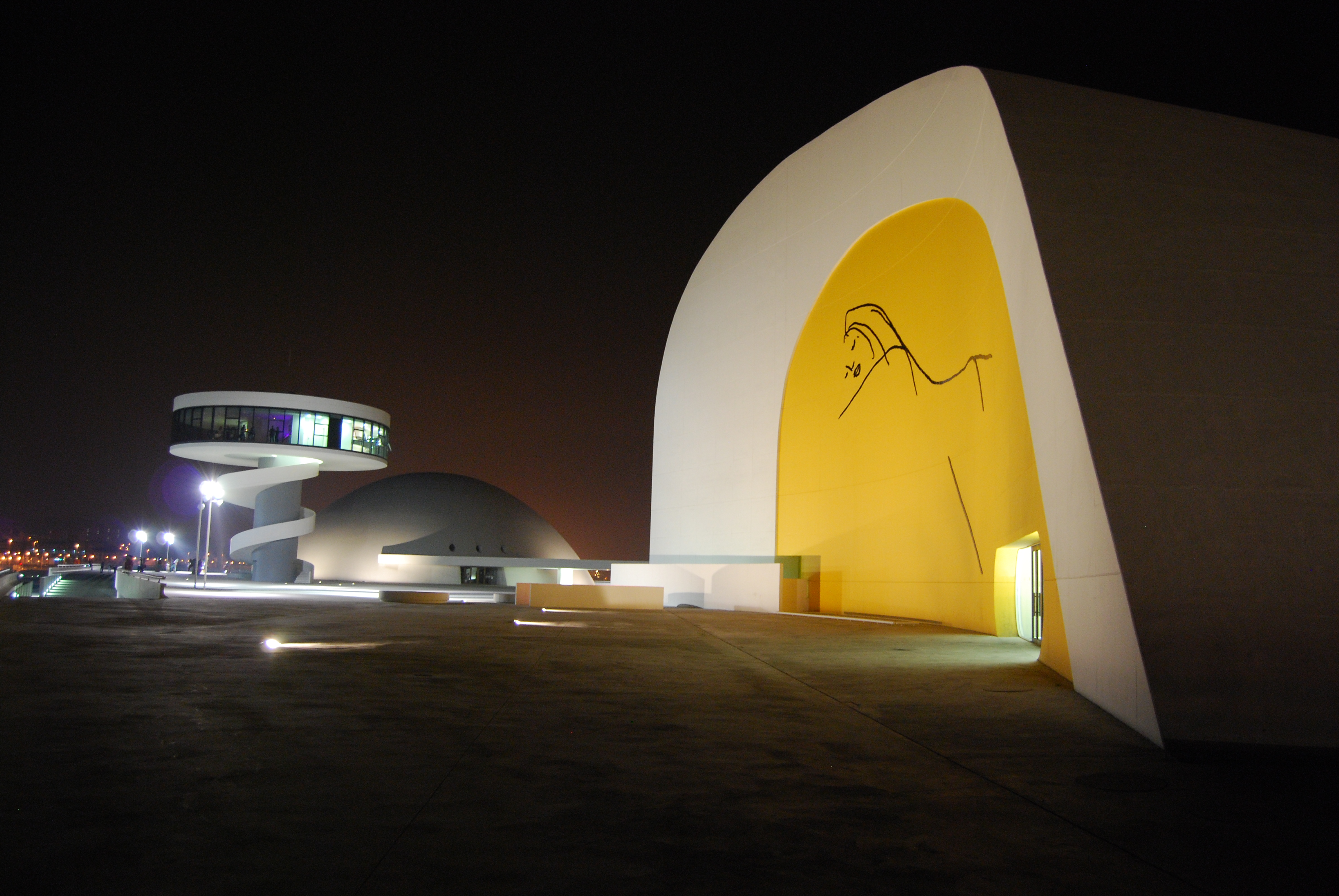
Centro Niemeyer (Avilés)

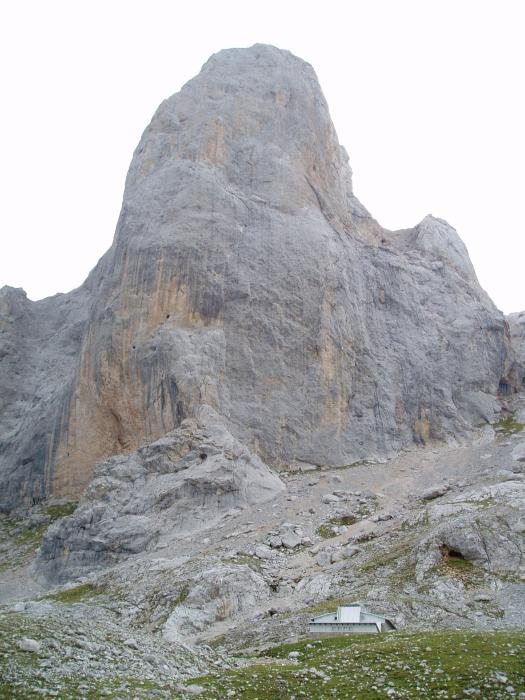
Picu Urriellu

Spaniens nationella järnvägsnät RENFE når även till Asturien. Tåg ankommer och avgår regelbundet till och från Spaniens inland. Stora stopp görs i Oviedo och Gijón. Tågbolaget FEVE kör mellan de centrala delarna av regionen till östra och västra Asturien. 
Det finns även en omfattande busstrafik som körs av bussbolaget ALSA. Bland annat går bussar flera gånger dagligen till och från Madrid och andra stora spanska städer till Avilés, Gijón, Oviedo och Mieres.

## Turistattraktioner
Huvudstaden Oviedo är en kosmopolitisk stad med byggnader med likartad arkitektur. Santa María del Naranco, en förromansk kyrka och San Miguel de Lillo, ett förromanskt slott byggdes av de första asturiska kungarna på Narancoberget i den norra delen av staden.
Det mest berömda berget i nationalparken Picos de Europa är Picu Urriellu, även kallat El Naranjo de Bulnes, når 2 519 meter över havet. Det är ett tandformat berg som lyser orange i kvällssolen, därav namnet. Berget kan i klart väder ses från byn Camarmeña, nära Poncebos som ligger söder om Arenas de Cabrales.
Legenden säger att i helgedomen Covadonga välsignade Jungfru Maria de asturiska kristna styrkorna anförda av Pelayo med en precis signal för att attackera de spanska moriska erövrarna, som överraskades. Reconquista och det slutliga enandet av Spanien sägs därför ha startat i Covadonga.
Öster om Oviedo ligger byn Ceceda vid väg N634. I byn finns silor, horreo, upphöjda för att undvika åkermöss att komma åt säden.
Floden Dobra söder om Cangas de Onís är berömd för sina ovanliga färger.
Kustvägen, senda costera, mellan Pendueles och Llanes har några av de mest spektakulära sevärdheterna, såsom de högljudda bufones, som är stora vattenrännor som har skapats av erosionen.

## Språk
Spanska är Asturiens enda officiella språk, men i regionen talas också den närbesläktade asturiskan.

## Mat och dryck
Asturien är speciellt känt för sina havsrätter och sin berömda Fabada Asturiana, en mustig gryta som innehåller stora vita bönor, griskött (lacón), blodkorv (morcilla), stark korv (chorizo) och saffran (azafrán).
Äppellundar bidrar till produktionen av den traditionella alkoholdrycken, en naturlig cider (sidra). När Asturisk cider serveras så hälls den upp på ett märkligt sätt. Eftersom den är naturlig och tappad utan kolsyra, måste flaskan hållas ovanför huvudet så att den hälls långt och vertikalt för att ge den luft cidern får då den träffar glaset.
Asturisk ost, speciellt Cabrales, är berömd även utanför Spanien. Asturien kallas ofta ostens land (el pais de los quesos) på grund av dess säregenhet och kvalitet.

## Berömda asturier
- Leopoldo Alas, författare på 1800-talet som skrev La Regenta, ett inflytelserikt verk i den spanska litteraturen
- Fernando Alonso, Formel 1-förare
- Letizia av Spanien, från Oviedo och hustru till Felipe VI av Spanien
- Severo Ochoa, nobelpristagare i fysiologi eller medicin 1959
- Gaspar Melchor de Jovellanos, filosof, politiker och upplysningstänkare
- Ramón Pérez de Ayala, författare
- David Villa, fotbollsspelare
- Luis Enrique, spansk fotbollsspelare och tränare